# السید نصیر
السید محمد نصیر معروف به سید نصیر (عربی: السید محمد نصیر؛ ۳۱ اوت ۱۹۰۵ – ۱۱ اکتبر ۱۹۷۷) وزنه‌بردار اهل مصر و اولین شخص مصری و عرب است که در بازی‌های المپیک مدال طلا کسب کرده‌است.
از افتخارات وی می‌توان به کسب مدال وزن ۸۲٫۵ کیلوگرم در بازی‌های المپیک تابستانی ۱۹۲۸ اشاره کرد.